# 커맨드 퍼포먼스
커맨드 퍼포먼스(Command Performance)는 미국에서 제작된 돌프 룬드그렌 감독의 2009년 액션, 드라마, 스릴러 영화이다. 돌프 룬드그렌 등이 주연으로 출연하였고 대니 레너 등이 제작에 참여하였다.

## 출연

### 주연
- 돌프 룬드그렌
- 멜리사 앤 스미스

### 조연
- 흐리스토 쇼포프
- 데이브 르게노
- 자하리 바하로브
- 클레먼트 본 프랑켄스타인
- 이베일로 게라스코브
- 쉘리 바로드
- 카타르지나 울레니오
- 레이초 바실브
- 슬라비 슬라보브
- 제임스 샤크
- 너움 쇼포브
- 해리 애니크킨
- 다린 안겔로브
- 베리슬라브 파브로브
- 캐스린 르
- 니콜라이 스타노에브
- 레스 웰돈

## 제작진
- 공동제작: 밥 반 론켈
- 미술: 카를로스 실바 다 실바
- 의상: 야스미나 바실레바-스토이크코바
- 배역: 마리앤 스탠니체바